# 镰形乌头
镰形乌头（学名：Aconitum falciforme）为毛茛科乌头属下的一个种。

## 扩展阅读
- 維基物種上的相關：镰形乌头